# Anarhichadidae

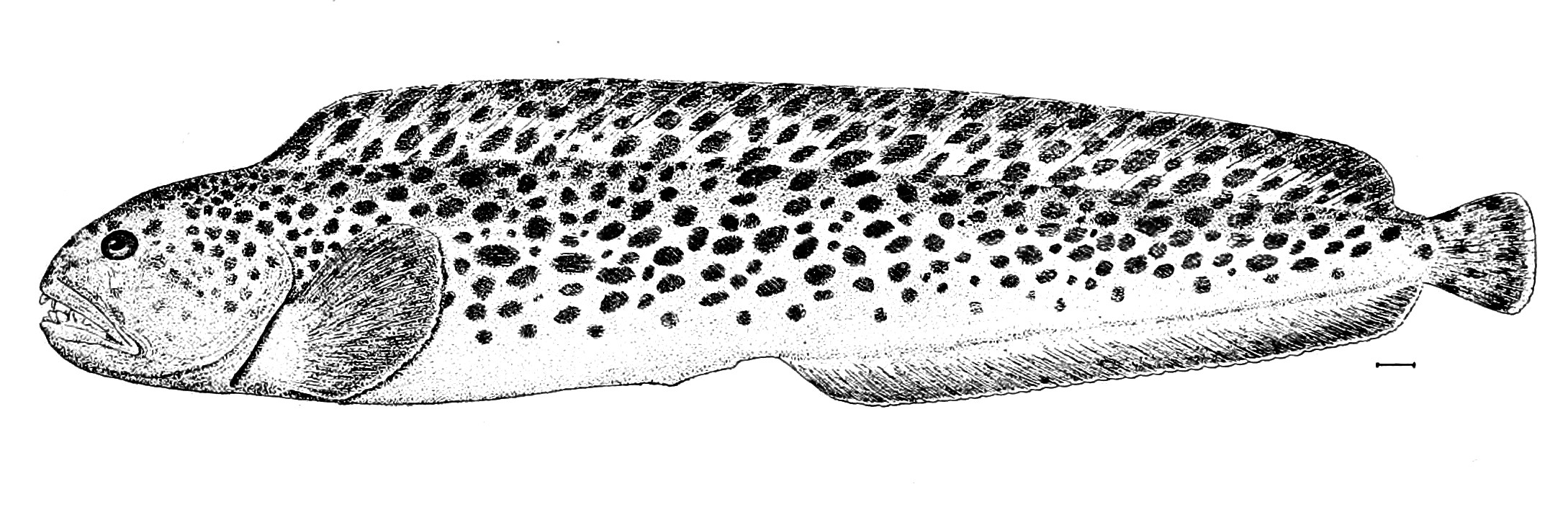
Anarhichas minor.

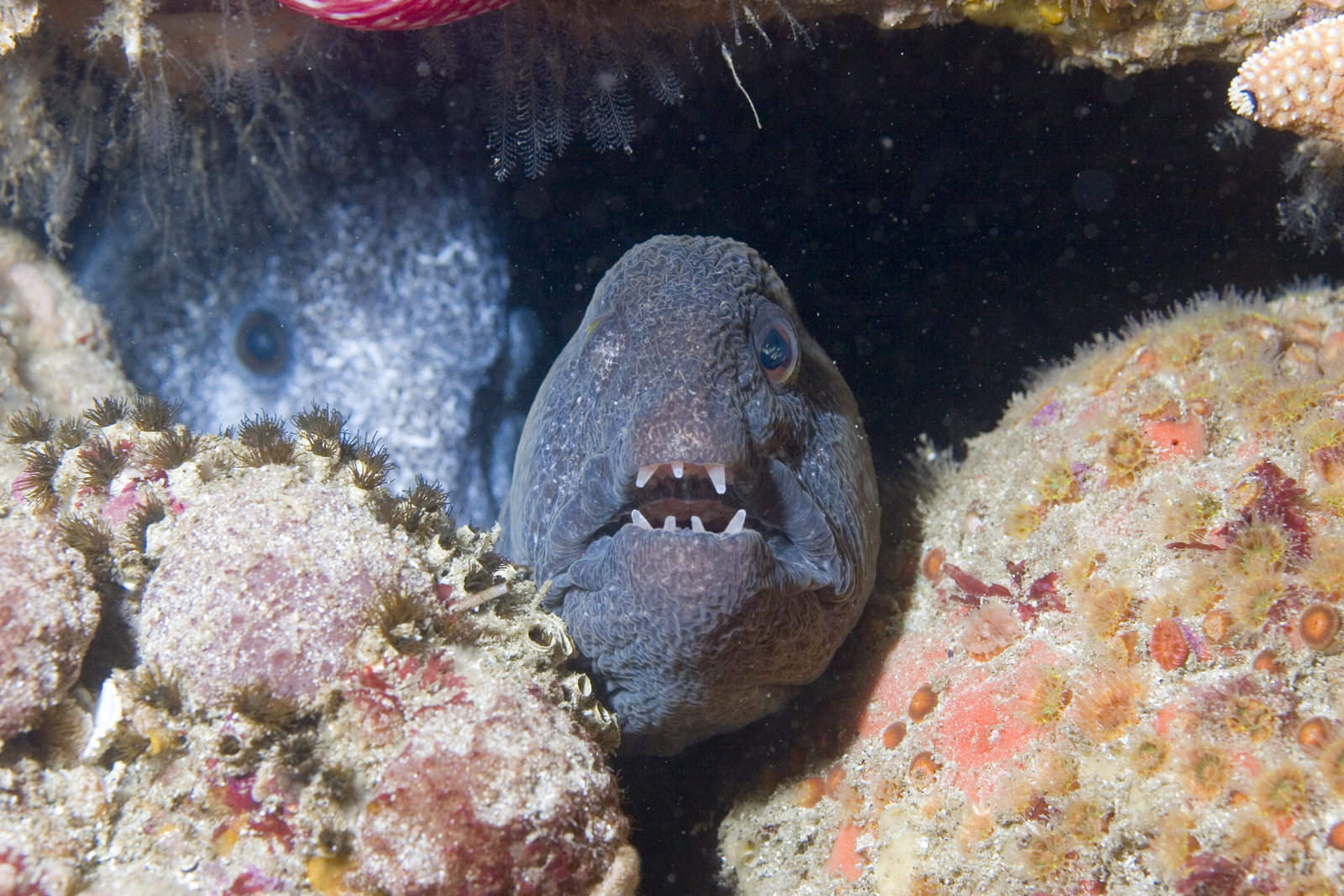
Anarrhichthys ocellatus.

Los anarricádidos (Anarhichadidae) son una familia de peces marinos incluida en el orden Perciformes. Se distribuyen por el norte del océano Atlántico y el Ártico.
Sus cuerpos son extremadamente alargados, hasta el punto que uno de ellos recibe el nombre común de anguila lobo. Su aleta dorsal, con radios blandos, recorre casi toda la espalda, pero está separada de la aleta caudal.
La mayoría de las especies tienen fuertes dientes caninos y molares, especializados en triturar las conchas de moluscos y caparazones de crustáceos de los que se alimenta. Por sus hábitos sedentarios tienen las aperturas entre las branquias muy separadas y no tienen vejiga natatoria.

## Géneros y especies
Existen cinco especies agrupadas en dos géneros:
- Género Anarhichas - peces lobo
  - Anarhichas denticulatus (Krøyer, 1845).
  - Anarhichas lupus (Linnaeus, 1758).
  - Anarhichas minor (Olafsen, 1772).
  - Anarhichas orientalis (Pallas, 1814).

- Género Anarrhichthys - anguila lobo
  - Anarrhichthys ocellatus (Ayres, 1855).